# ستو أون ذا وولد
ستو أون ذا وولد (بالإنجليزية: Stow-on-the-Wold) هي مدينة سوق وأبرشية مدنية في جلوسيسترشاير، إنجلترا، على قمة تل بارتفاع 800 قدم (244 متر) عن سطح البحر عند تقاطع الطرق الرئيسية في منطقة كوتسوولد، بما في ذلك طريق فوسيه واي (A429)، والذي يعود إلى العصور الرومانية. تأسست البلدة على يد السلطان النورمانديين لاستيعاب حركة التجارة عبر الطرق المتقاطعة هناك. تمت إقامة المعارض بموجب ميثاق ملكي منذ عام 1330؛ وما زالت معرضًا للخيول يُقام على أطراف البلدة الأقرب إلى أودينغتون في شهري مايو وأكتوبر من كل عام.

## التاريخ
ستو أون ذا وولد، التي كانت تعرف في الأصل باسم ستو سانت إدوارد أو إدواردستو بعد القديس إدوارد.  يُقال أنها نشأت كحصن من العصر الحديدي على هذا الموقع الدفاعي على تلة. في الواقع، هناك العديد من مواقع الحصون المماثلة في المنطقة، والتلال الجنائزية من العصور الحجرية والبرونزية شائعة في جميع أنحاء المنطقة. من المرجح أن كانت موغرزبري هي المستوطنة الرئيسية للأقضية قبل بناء ستو كسوق على القمة القريبة من تقاطع الطرق، للاستفادة من حركة التجارة المارة. في الأصل، كانت المستوطنة الصغيرة تخضع لرقابة الرهبان من الدير المحلي، وعندما تم إقامة أول سوق أسبوعي في عام 1107 من قبل الملك هنري الأول، أصدر مرسومًا بأن عائداته يجب أن تذهب إلى دير إيفشام. 

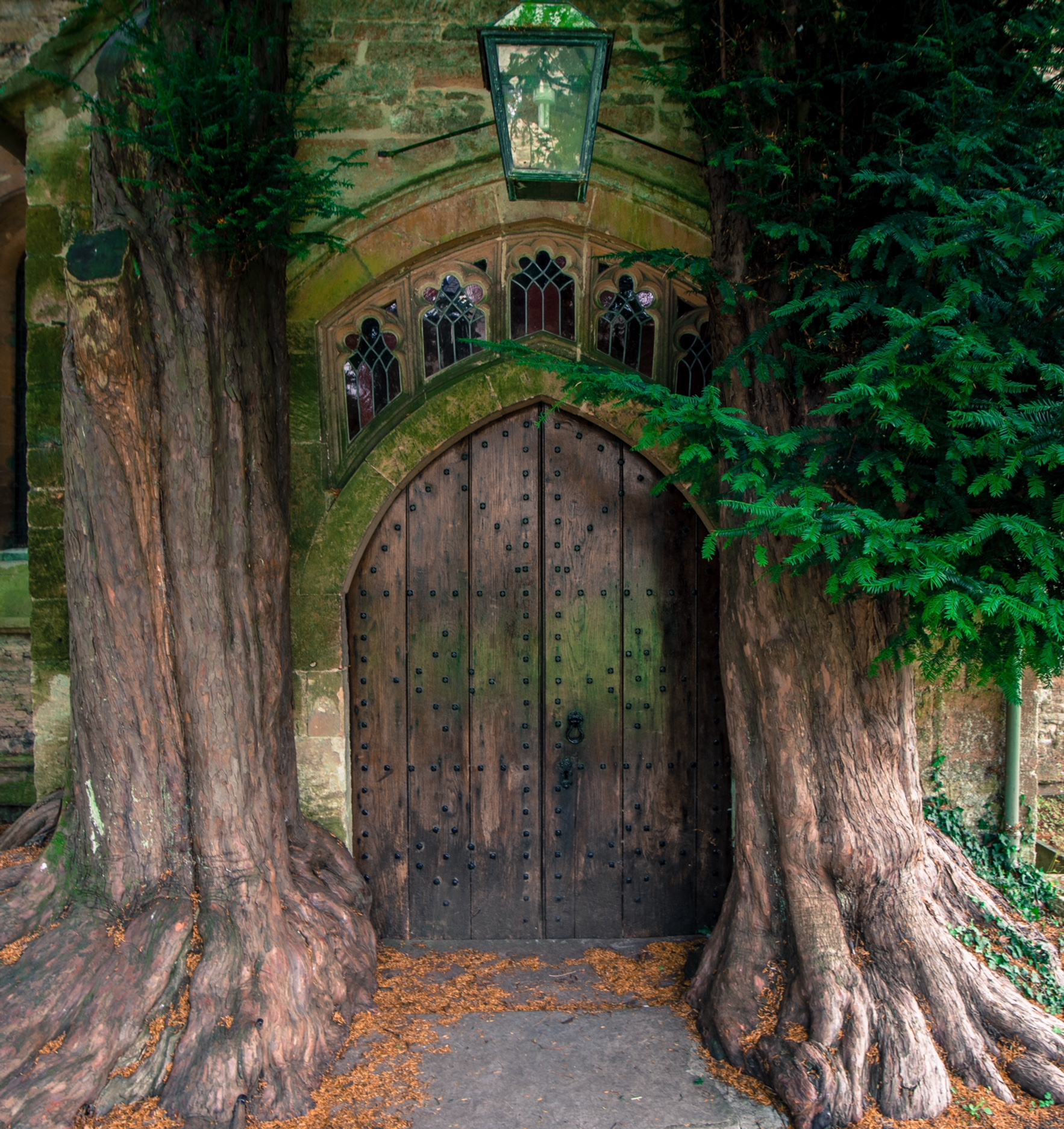
أشجار الطقسوس القديمة في الشرفة الشمالية لكنيسة القديس إدوارد.

في عام 1330، أصدر إدوارد الثالث ميثاقًا ملكيًا يقضي بإنشاء سوق سنوي لمدة 7 أيام يُقام في أغسطس. ومنح الميثاق الملكي معرضًا سمح فيه ببيع الأغنام والخيول.   في عام 1476، قام إدوارد الرابع بإستبدال ذلك باثنين من المعارض لمدة 5 أيام (يومين قبل ويومين بعد عيد القديس فيليب والقديس جيمس) في شهر مايو، وبالمثل في شهر أكتوبر في عيد إدوارد المعترف (القديس المرتبط بالبلدة). هدف المعارض السنوية بموجب الميثاق كان تأسيس ستو كمكان للتجارة وتخفيف عدم التنبؤ بحركة التجارة المارة. كانت هذه المعارض تُقام في الميدان، والذي ما زال يعد مركز المدينة حتى اليوم. 

### الحرب الأهلية
لعبت ستو أون ذا وولد دورًا في الحرب الأهلية الإنجليزية. ووقع عدد من الاشتباكات في المنطقة، حيث تعرضت كنيسة سانت إدوارد المحلية لأضرار في مناوشات واحدة. في 21 مارس 1646، هُزم الملكيون، بقيادة السير جاكوب أستلي، في معركة ستو أون ذا ولد، مع احتجاز مئات السجناء لبعض الوقت في سانت إدواردز.  وقعت هذه المعركة على بعد ميل واحد شمال ستو أون ذا ولد. بعد النجاح الأولي للملكيين، طغى تفوق القوى البرلمانية على القوات الملكية وهزمتها. بعد فرارهم من الميدان، خاض الملكيون معركة جارية في شوارع ستو، حيث وقع الإجراء النهائي، وبلغ ذروته بالاستسلام في ساحة السوق. 

### التاريخ الحديث
ومع ازدياد شهرة المعارض وأهميتها أضاف التجار الذين يتاجرون بالمواشي العديد من المصنوعات اليدوية، وكانت تجارة الصوف بارزة على الدوام.  أفاد دانييل ديفو في القرن الثامن عشر أنه تم بيع 20 ألف خروف في يوم واحد.  تم استخدام العديد من الأزقة المعروفة باسم "الأزقة" والتي تمتد بين المباني إلى ساحة السوق في رعي الأغنام لبيعها.  منذ منتصف القرن التاسع عشر، كان فندق تالبوت مكانًا لتجار الذرة الذين يمارسون تجارتهم. 

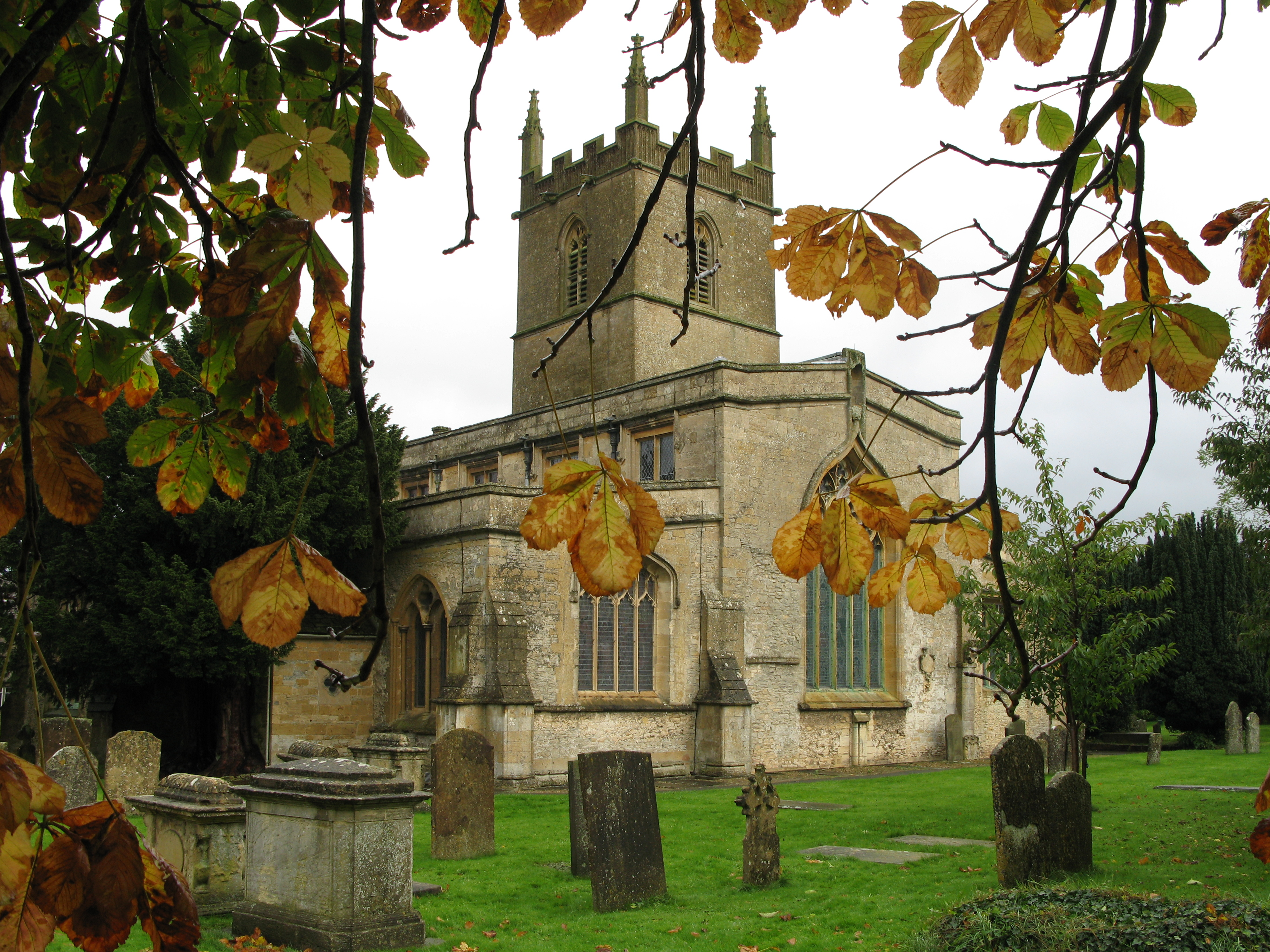
كنيسة القديس إدوارد.

يعود تاريخ معظم المباني المحيطة بساحة السوق إلى القرن الثامن عشر والقرن التاسع عشر بما في ذلك قاعة سانت إدوارد (المكتبة الحالية). 
مع تراجع تجارة الصوف، بدأ الناس في التجارة بالخيول. ولا تزال هذه الممارسة مستمرة، على الرغم من أن المعرض تم نقله من الميدان إلى حقل كبير بالقرب من قرية موغرزبري في كل من شهر مايو وأكتوبر. وهو لا يزال شعبيًا، حيث تُغلق الطرق حول ستو لساعات عديدة بسبب الحركة المرورية الإضافية. 
ومع ذلك، كانت هناك جدل يُحيط بمعرض ستو. فقد جذب العديد من الزوار والتجار المزيد من الباعة الذين لا يتعاملون في الخيول. كانت الأعمال المحلية تستفيد سابقًا من الزبائن الإضافيين، ولكن في السنوات الأخيرة، يُغلق معظم الحانات والمتاجر في نطاق 2-3 أميال بسبب مخاطر السرقة أو التخريب. 

## الحكم
تنتمي المدينة إلى جناح ستو الانتخابي، الذي يغطي أبرشيات ستو أون ذا ولد وموجرسبري وسويل. في عام 2010، حيثُ بلغ عدد سكان هذه الأبرشيات 2594 نسمة.
لدى ستو أون ذا وولد مجلس أبرشية نشط يضم 10 أعضاء. 
يتم تمثيل جناح ستو أون ذا وولد في مجلس مقاطعة كوتسوولد من قبل مستشار الديمقراطيين الليبراليين الدكتور ديليس نيل، الذي تم انتخابه لأول مرة في الانتخابات المحلية لعام 2016.  يتم تمثيل قسم ستو أون ذا وولد في مجلس مقاطعة جلوسيسترشاير من قبل مستشار المحافظ (مارك ماكنزي تشارنجتون). 

## اقتصاد
تمتلك شركة سكوتس أوف ستو (وهي شركة للطلبات البريدية)، متجرين أيضًا في المدينة. 

## الثقافة الشعبية
- بناءً على موقعها المكشوفة على قمة تلة ستو، يُشار إلى البلدة في كثير من الأحيان بأنها "ستو أون ذا وولد، حيث تهب الرياح الباردة". [15]

- شهدت ستو أون ذا وولد بشكل بارز في الحلقة الحادية عشرة من الموسم السادس لبرنامج توب جير، عندما قام جيريمي كلاركسون بمراجعة سيارة فورد إف-سيريز هناك. اختارها كموقع للمراجعة لأنها تعتبر مجتمعًا نموذجيًا في الريف الإنجليزي، والذي قارنه كلاركسون بالريف الأمريكي في تلك الحلقة. [16]